# Crni Vrh (Kosovo)
Crni Vrh är ett berg i Kosovo. Det ligger i den södra delen av landet, 90 km sydväst om huvudstaden Priština. Toppen på Crni Vrh är 2 063 meter över havet, eller 97 meter över den omgivande terrängen. Bredden vid basen är 1,1 km.
Terrängen runt Crni Vrh är huvudsakligen kuperad, men norrut är den bergig. Runt Crni Vrh är det ganska tätbefolkat, med 207 invånare per kvadratkilometer. Närmaste större samhälle är Dragash, 6,3 km norr om Crni Vrh. Omgivningarna runt Crni Vrh är en mosaik av jordbruksmark och naturlig växtlighet.